# مسرشمیت پی.۱۰۹۲
مسرشمیت پی. ۱۰۹۲ (به انگلیسی: Messerschmitt P.1092) یک هواگرد ساختِ کارخانهٔ مسرشمیت در کشور آلمان است. نخستین استفاده‌کنندهٔ این هواپیما نیروی هوایی آلمان نازی بوده‌است.